# Halitza
La halitza (hébreu : חליצה « déchaussement ») est une prescription d’institution biblique prenant la forme d’une cérémonie que doivent réaliser une veuve sans enfant et son beau-frère si celui-ci refuse ou ne peut pratiquer le yibboum.
Lorsqu’une veuve sans enfant se voit refuser l’union à son beau-frère afin de donner une descendance à son mari défunt, elle a la possibilité d’en appeler à un tribunal qui convoque le beau-frère récalcitrant. Lorsque celui-ci déclare persister dans son refus, elle lui crache au visage, lui ôte une chaussure et le déclare publiquement à son tour — la famille de cet homme est désormais connue comme celle du déchaussé.
Originellement conçue comme un rituel humiliant celui qui laisse une veuve sans ressource, la halitza connaît dans la pratique quelques aménagement lorsque les rabbins, craignant que le beau-frère ne désire s’unir à la veuve pour d’autres raisons que son obligation de lui donner une descendance, la déclarent préférable au mariage lévirat.  Au temps du Choulhan Aroukh, elle est déjà présumée la règle, et le yibboum l’exception. Cependant, elle demeure en vigueur et une veuve sans enfants qui se remarierait sans avoir réalisé cette cérémonie du déchaussement, est considérée comme une femme adultère.

## La halitza dans la Bible hébraïque

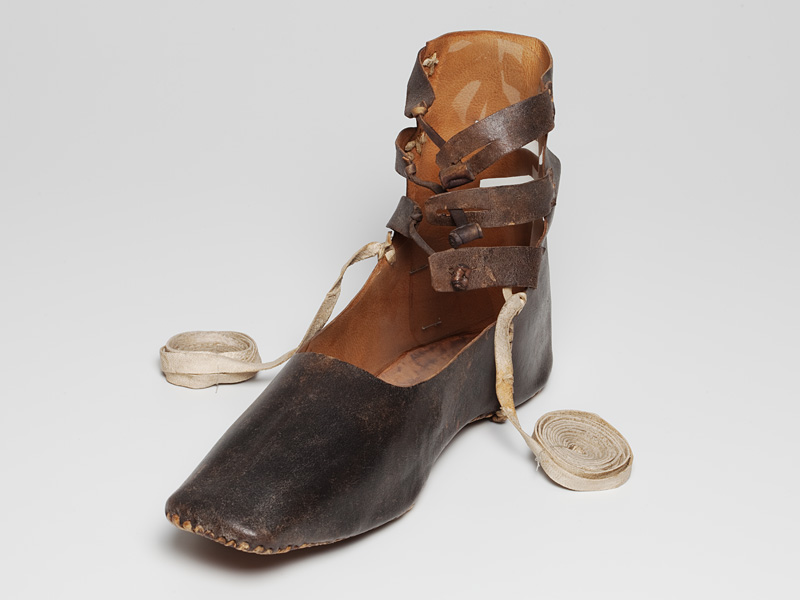
Chaussure pour la cérémonie de Halitza, XIXe siècle, musée juif de Suisse.

La prescription de la halitza est énoncée en Deutéronome 25:5-10, dans le cadre du yibboum : 

« Si des frères demeurent ensemble et que l'un d'eux vienne à mourir sans postérité, la veuve ne pourra se marier au dehors à un étranger; c'est son beau-frère qui doit s'unir à elle. Il la prendra donc pour femme, exerçant le lévirat à son égard. Et le premier fils qu'elle enfantera sera désigné par le nom du frère mort, afin que ce nom ne périsse pas en Israël. S'il déplaît à l'homme d'épouser sa belle-sœur, celle-ci montera au tribunal, par-devant les anciens, et dira: "Mon beau-frère refuse de relever en Israël le nom de son frère, il ne veut pas m'accorder le lévirat." Alors les anciens de sa ville le manderont et l'interpelleront; et lui, debout, dira: "Il ne me plaît point de l'épouser." Sa belle-sœur s'avancera alors vers lui à la vue des anciens, lui ôtera sa chaussure du pied, crachera devant lui et dira à haute voix: "Ainsi est traité l'homme qui ne veut pas édifier la maison de son frère!" Et la sienne sera surnommée, en Israël, la maison du déchaussé. »

Elle est notoirement absente de Genèse 38 où la coutume du yibboum est évoquée pour la première fois.